# Catedral de Sant Pere de Riga
La Catedral de Sant Pere de Riga (en letó: Svētā Pētera evaņģēliski luteriskā baznīca) és una església luterana de Riga, la capital de Letònia, dedicada a Sant Pere. És un temple de l'Església Evangèlica Luterana de Letònia.

## Història
La primera menció de l'església de Sant Pere es troba en documents que daten de 1209. L'església era una construcció de maçoneria i que per tant va resultar sense danys en un incendi de la ciutat de Riga aquest mateix any. La història de l'església es pot dividir en tres períodes: el gòtic i  el romànic, i el barroc primerenc. La secció central de l'església va ser construïda durant el segle xiii, que comprèn el primer període. Les úniques restes d'aquest període són a les parets exteriors de la nau i a l'interior d'uns pocs pilars de la nau central, prop dels quals es van construir més tard grans puntals.

### Segon període de construcció
El segon període es remunta a 1408-1409, quan el mestre constructor Johannes Rumeschottel, des de Rostock va supervisar la construcció del santuari, inspirat  en l'Església de Santa Maria de Rostock. El santuari era gairebé acabat el 1409, però a causa de la guerra polono-lituà-teutònica només va ser consagrat el 1419. Altres treballs de construcció van ser interromputs per la pesta el 1420 i es van reprendre a la dècada de 1430. L'església del segle xiii va ser reconstruïda el 1456-1466 per acomodar-se al santuari de nova construcció. Ambdues construccions es van unir a la dècada de 1470, així es va crear una poderosa església basilical amb tres naus i ornamentats sostres voltats. El vell campanar va ser substituït el 1456, i es va penjar una campana a la torre nova el 1477. Durant el 1491, es va afegir a la torre un campanar octogonal de 136 metres, que, juntament amb la façana de l'església, va dominar la silueta de Riga. La torre es va ensorrar l'11 de març de 1666, va destruir un edifici veí i vuit persones van morir sota els enderrocs. La pedra angular d'una nova torre es va col·locar el 29 de juny de 1667.

### Tercer període de construcció

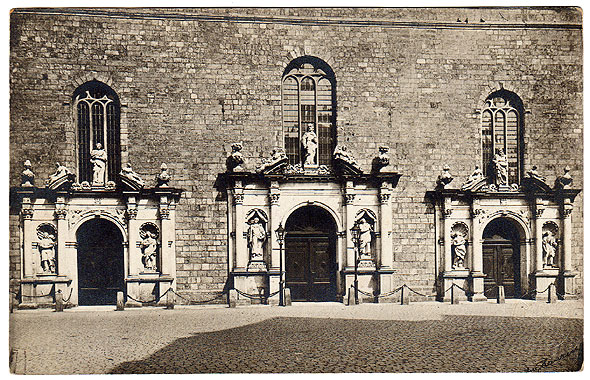
Tres portals idèntics realitzats per Bindenshu i Andreas Peterman es van afegir el 1692.

El tercer període de construcció de 1671 a 1690, es caracteritza per la construcció de la façana occidental i de la nova torre. La coberta, els sostres amb voltes i el moblament també van ser renovellats durant aquest temps. Jacob Josten, el mestre constructor de Riga d'origen holandès, va dissenyar la torre i en va supervisar la construcció, que el mestre d'obres Heinrich Henicke va començar l'abril 1671. Josten va ser substituït el 1675 per Rupert Bindenshu (1645-1698), el següent mestre d'obres de Riga. La torre es va acabar el 1677, però, el 21 de maig de 1677 un incendi a la ciutat va destruïr la torre i tot l'interior de l'església. Bindenshu va supervisar les reparacions subsegüents el 1677-79: sostres de fusta voltats van reemplaçar els antics sostres voltats de maçoneria, i la coberta, les finestres, l'interior i el mobiliari van ser substituïts o renovellats. Es va celebrar el primer servei religoós a l'església reformada el 14 de setembre 1679.
La renovació de la torre va començar el 1686 i va ser dissenyada per l'enginyer de la ciutat Friedrich S. von Dahlen. L'ajuntament no va aprovar la torre a mig acabar, per la qual cosa va ser demolida el 1688. Es va construir després una nova torre dissenyada per Bindenshu, de 64,5 m i amb coberta de coure. El 10 de maig de 1690 es van col·locar sobre la torre una esfera i un gall. Aquesta torre era la construcció de fusta més alta d'Europa en aquest moment.
La façana occidental de l'església també es va modificar a la fi del segle xvii. La construcció de maó va ser coberta amb pedra calcària vermellosa de Salaspils i Koknese, i va ser decorada amb volutes, pilastres, cornises i gerros fets amb pedra de l'illa de Gotland. El 1692 l'Ajuntament de Riga va aprovar un projecte de Bindenshu i el mestre d'obres Andreas Peterman per a tres portals idèntics. El comerciant Klaus Mistett va finançar els portals, construïts per H. Henneken, Johann Daniel Schauss, Johann Gerwin i d'altres escultors. Els portals van ser decorats amb escultures de pedra calcària d'estil barroc. El 1694 L. Martini va instal·lar un nou rellotge a la torre amb un glockenspiel d'Amsterdam.